# Larry Linville
Lawrence Lavonne "Larry" Linville, född 29 september 1939 i Ojai i Kalifornien, död 10 april 2000 i New York i New York, var en amerikansk skådespelare.
Linville är framför allt känd som den krigiske, känslokalle, illasinnade och själviske läkaren major Frank Burns i TV-serien M*A*S*H. Verklighetens Linville beskrevs av sina medspelare som en vänlig, öppensinnad och hjärtlig person. När serien började fick han ett kontrakt på fem år och när kontraktet löpte ut erbjöds han en tvåårig förlängning men avböjde.
Linville var gift fem gånger och hade en dotter född 1970.
Han hade huvudroller i sammanlagt 28 filmer eller TV-serier och medverkade som gäst i ytterligare ett stort antal produktioner.